# Mucropetraliella vultur
Mucropetraliella vultur is een mosdiertjessoort uit de familie van de Petraliellidae. De wetenschappelijke naam van de soort is voor het eerst geldig gepubliceerd in 1882 door Hincks.